# Göteborgs Fotbollförbund
Göteborgs Fotbollförbund (Göteborgs FF) är ett av de 24 distriktsförbunden under Svenska Fotbollförbundet. Göteborgs FF administrerar de lägre serierna för seniorer, upp till och med division 4 för herrar och division 3 för damer, lokala cuper, samt ungdomsserierna i Göteborg med omnejd.
Enligt stadgarna inkluderar verksamhetsområdet Ale, Göteborg, Härryda, Kungälv, Lerum, Mölndal, Partille och Öckerö kommuner.

## Historia
Förbundet bildades den 27 maj 1905 under namnet Göteborgs Distrikt för Fotboll av Wilhelm Friberg och Leopold Englund på uppdrag av Svenska Fotbollsförbundet, som hade bildats under hösten året innan.
Distriktet omfattade ursprungligen Göteborgs och Bohus län, Halland och Västergötland. De två sistnämnda landskapen bröt sig dock ur och fick egna organisationer redan under det första verksamhetsåret. 1917 bildades även Bohusläns Fotbollförbund.

## Serier
Göteborgs FF administrerar följande serier:

### Herrar
Division 4 - två serier

Division 5 - två serier

Division 6 - fyra serier

Division 7 - fyra serier

### Damer
Division 3 - en serie

Division 4 - två serier

Division 5 - en serie

### Övriga serier
- Ungdomsserier
- Reservlagsserier